# Stazione di Bonorva
La stazione di Bonorva è una stazione ferroviaria al servizio del comune di Bonorva, attiva lungo la ferrovia Cagliari-Golfo Aranci.

## Storia
Lo scalo di Bonorva fu costruito alla periferia sud-ovest dell'omonimo abitato nella seconda metà dell'Ottocento, per dotare il comune di una stazione ferroviaria lungo la costruenda linea dorsale della Sardegna, la Cagliari-Golfo Aranci. I lavori, espletati per conto della Compagnia Reale delle Ferrovie Sarde (che fu anche il primo gestore dell'impianto), furono ultimati nel 1880, e la stazione di Bonorva fu inaugurata insieme al tronco Oristano-Giave della Dorsale Sarda il 1º luglio di quello stesso anno, venendo resa operativa dall'indomani.

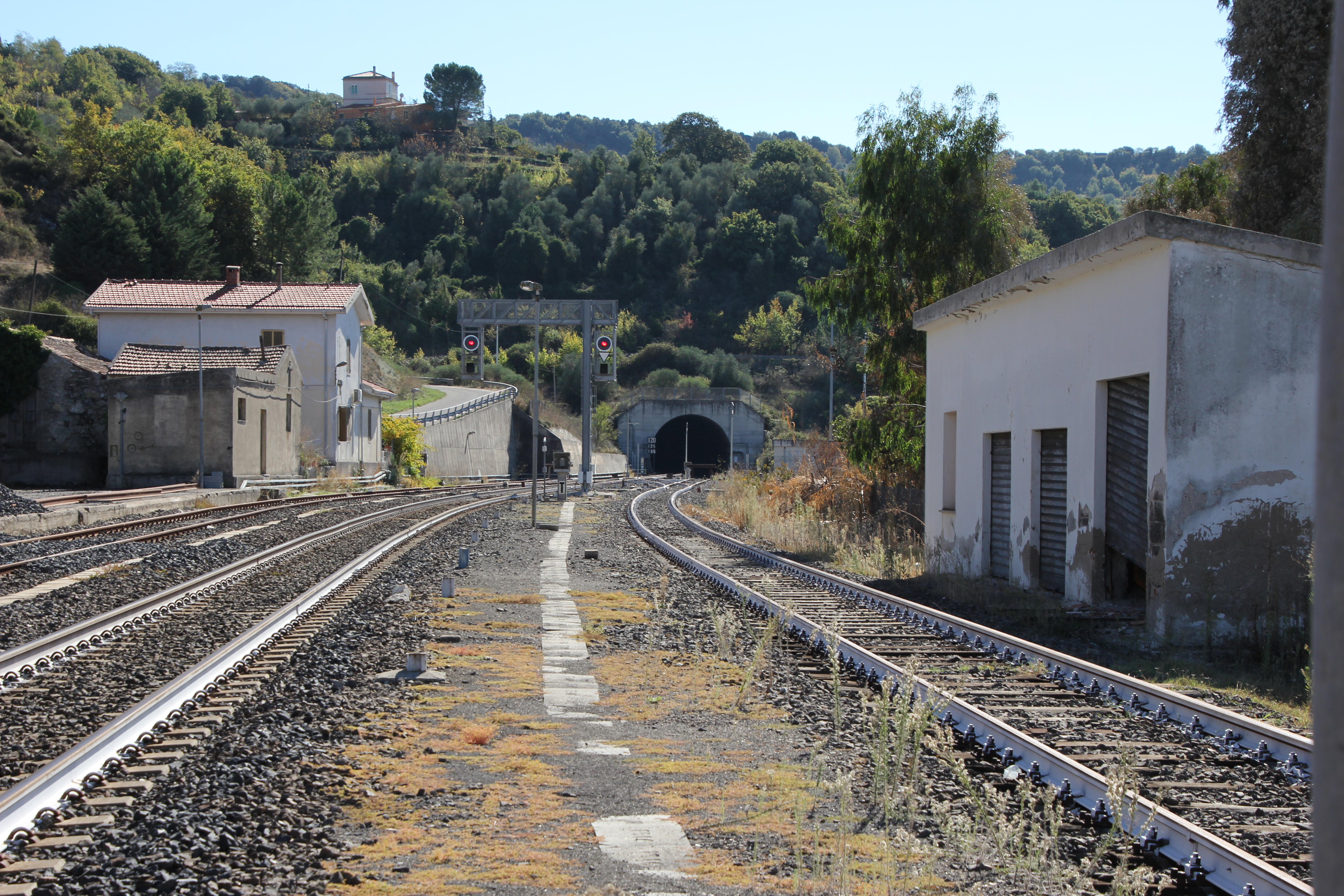
L'uscita dalla stazione in direzione Cagliari, con l'imbocco della galleria per Campeda

Alla gestione delle Ferrovie Reali subentrò nel 1920 quella delle Ferrovie dello Stato (dal 2001 tramite la controllata RFI). Nella seconda metà del Novecento lo scalo merci dell'impianto cadde in disuso, inoltre immediatamente a sud dell'impianto furono avviati i lavori di realizzazione di una variante, quasi interamente in galleria, per eliminare il tortuoso tracciato tra Bonorva e la stazione di Campeda. Tali lavori, avviati nel 1986 e conclusi con l'apertura del nuovo tracciato il 1º agosto 2001, modificarono anche gli accessi allo scalo per i treni provenienti da sud. Sempre risalente a quegli anni è la chiusura al pubblico del fabbricato viaggiatori dell'impianto.

## Strutture e impianti

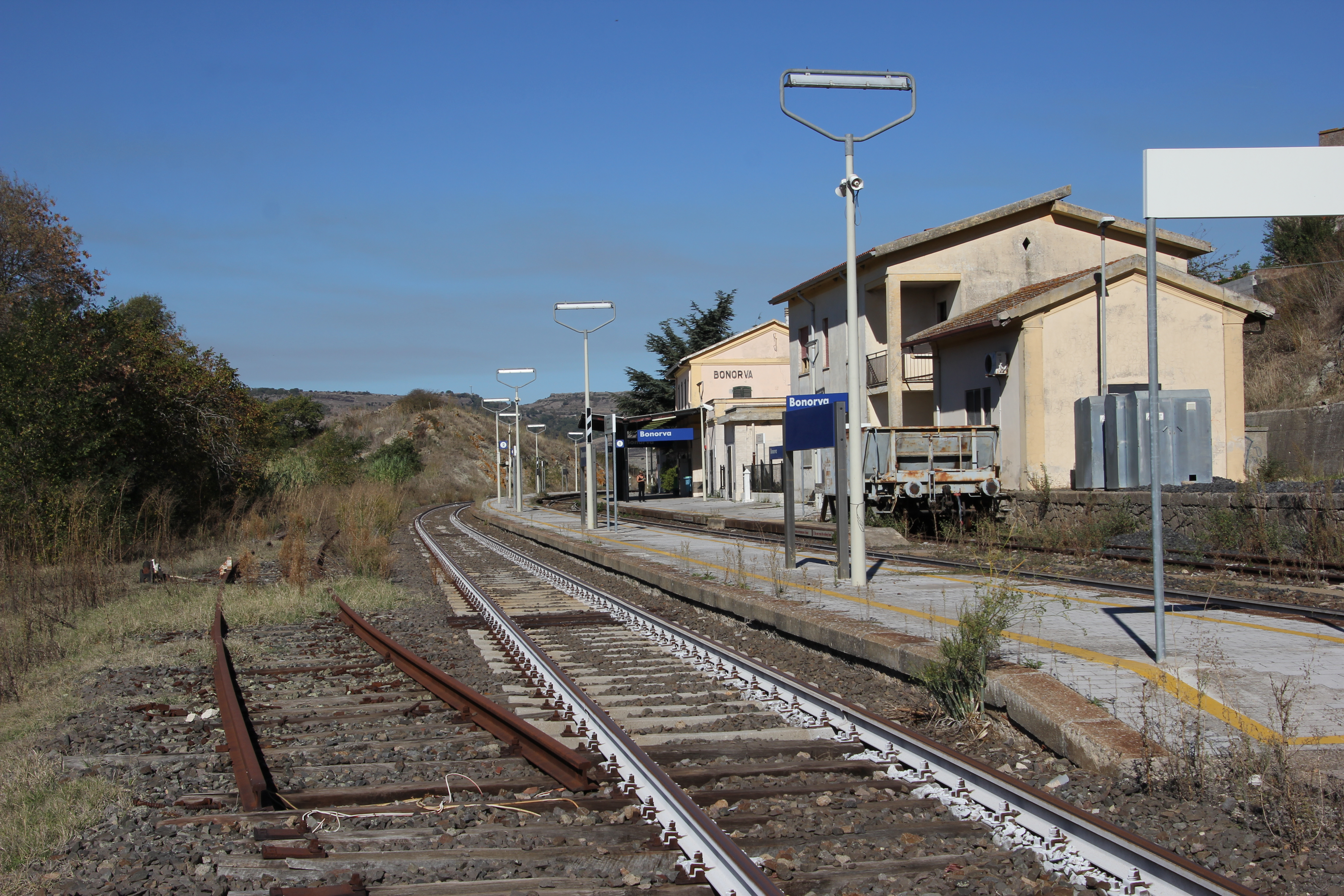
I binari dell'impianto: da destra il tronchino merci, i binari uno e due ed i resti del tre, dismesso

Realizzata come stazione passante lungo la Dorsale Sarda, la stazione di Bonorva per quanto riguarda il piano del ferro è dotata di un fascio composto da tre binari, di cui il primo di corsa, in uso insieme al secondo (passante) per il servizio viaggiatori. Presente inoltre un terzo binario, tronco, che diramandosi dal primo termina a sud del fabbricato viaggiatori, impiegato in passato per il servizio merci e per la sosta di rotabili, ed affiancato ad un piano caricatore. Un quarto binario era in passato presente ad ovest del binario due. L'accesso ai binari è garantito da due banchine, una affiancata al fabbricato viaggiatori ed al servizio del binario uno, l'altra presente tra il binario uno e due ed impiegata per i treni in sosta in quest'ultimo. Il collegamento tra le due banchine è garantito da una passerella sui binari, inoltre la banchina del binario uno è dotata di una pensilina metallica.

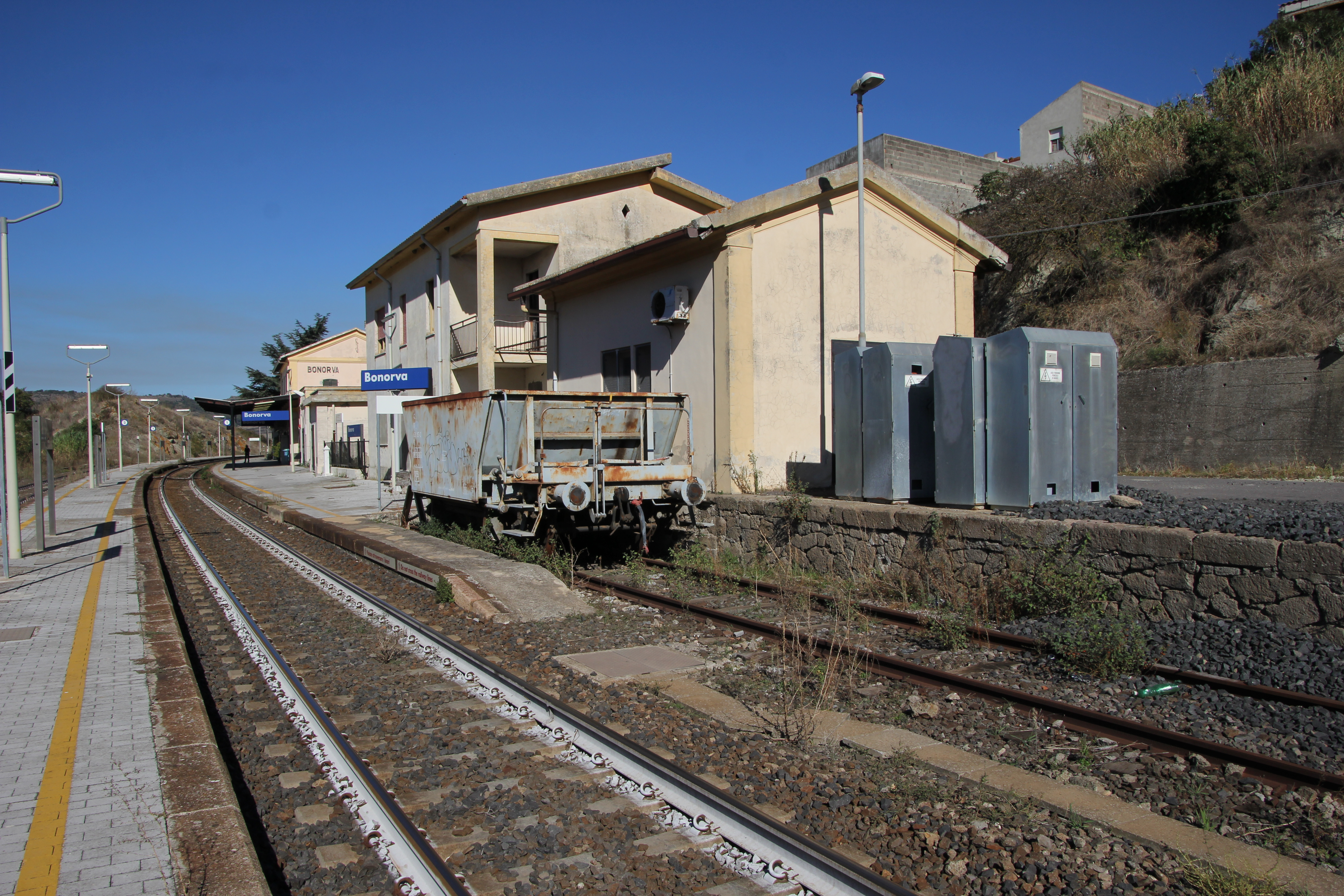
L'ex scalo merci della stazione

Ad est del fascio binari si trovano i principali edifici di stazione: il fabbricato viaggiatori è un edificio a due piani a pianta rettangolare con tetto a falde in laterizi e corpi aggiunti ai lati sul singolo piano terra. Dotato di sette luci di apertura sul lato che dà sui binari, l'edificio è chiuso al pubblico, e solo il piano terra è impiegato per le attività di servizio, benché la stazione sia impresenziata. A nord del fabbricato viaggiatori è presente il piccolo edificio dei servizi igienici (anch'esso inibito al pubblico), mentre altri fabbricati di servizio si trovano a sud della costruzione principale, tra di essi i locali utilizzati in passato per il servizio merci. Infine un piccolo magazzino è situato ad ovest del fascio binari.
A ridosso dei deviatoi di accesso a sud della stazione si trova l'imbocco settentrionale della più lunga galleria ferroviaria sarda (7.014 m.), realizzata in variante ed inaugurata nel 2001: con essa furono realizzati nell'area alcuni fabbricati di servizio e supporto, a ridosso del sedime del vecchio percorso ferroviario tra la stazione e quella di Campeda.
La direzione del movimento ferroviario nella stazione è controllata da Cagliari dal locale DCO.

## Movimento
L'impianto è servito dai convogli passeggeri di Trenitalia in esercizio lungo la Dorsale Sarda.

## Servizi

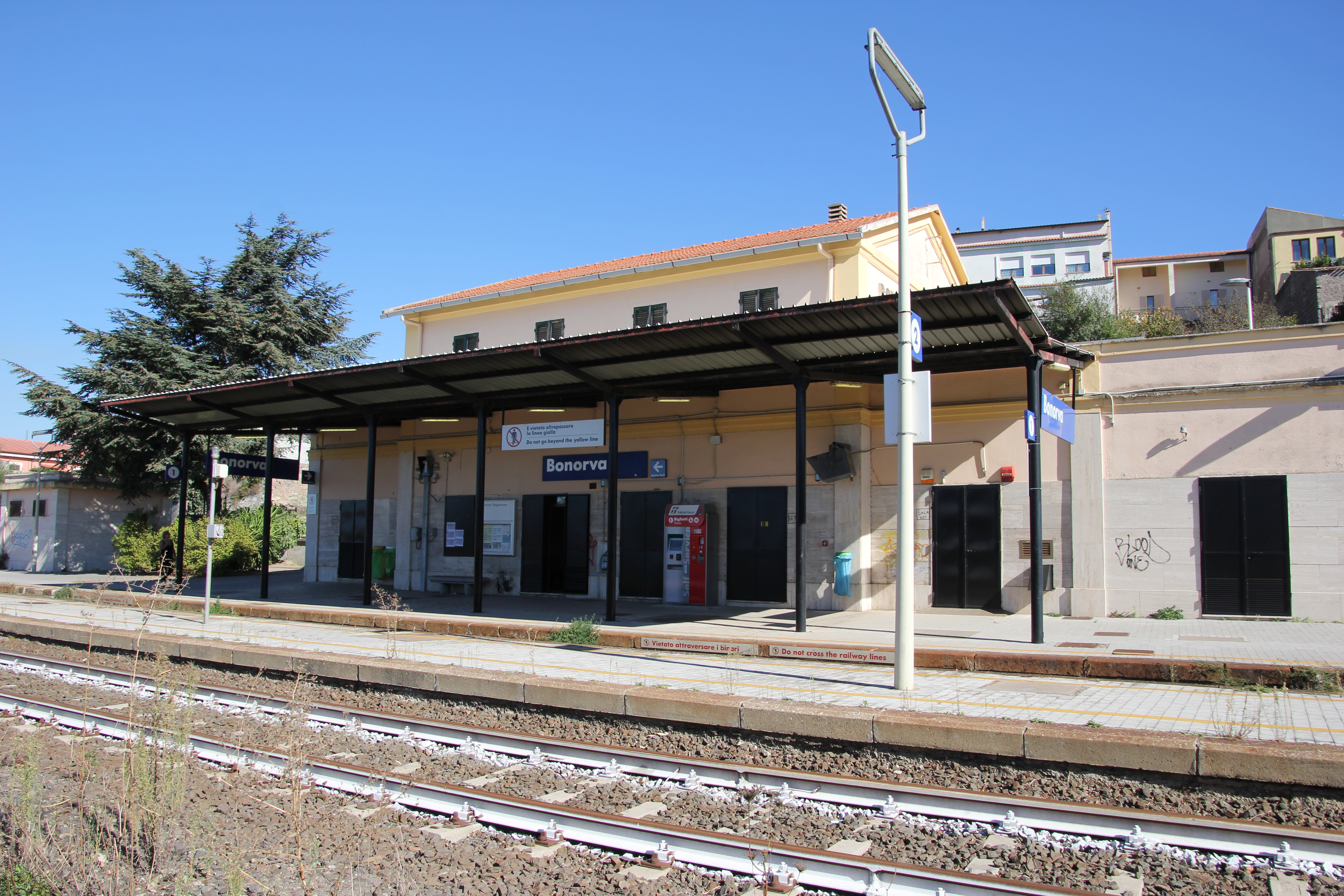
Il fabbricato viaggiatori, dinanzi al quale è presente una biglietteria automatica

La stazione è classificata da Rete Ferroviaria Italiana in categoria bronze, ed è dotata di infrastrutture che permettono l'accessibilità a persone con disabilità di tipo motorio.
Nel fabbricato viaggiatori erano in passato ospitati vari servizi all'utenza, tra cui una sala d'attesa, non più accessibili dall'utenza dopo che l'edificio è stato chiuso al pubblico. È comunque presente in stazione una biglietteria automatica.
- Biglietteria automatica